# إيزابيل هارلي
إيزابيل هارلي (مواليد 10 يناير 1988) هي سباحة ألمانية.تشارك في مسباقات المياة المفتوحة منذ 2011.فازت بالميدالية البرونزية في بطولة العالم للفرق لمسافة 5 كيلومترات.
في دورة الألعاب الأولمبية الصيفية لعام 2016 في ريو دي جانيرو، شاركت في سباق الماراثون للسيدات لمسافة 10 كم.احتلت المركز السادس بتوقيت 1:57:22.1.